# Wittig (Instrumentenbauer)
Wittig waren Orgel- und Klavierbauer in Berlin im 19. und frühen 20. Jahrhundert.

## Heinrich Wittig
Leben
Heinrich Wittig († nach 1875) war Orgel- und Harmoniumsbauer in Berlin-Kreuzberg. 1853 wurde er erstmals im Berliner Adressbuch als Harmonikafabrikant in der Kommandantenstraße 2 genannt, 1856 auch als Orgelbauer. Seit 1957 war die Adresse in der Mauerstraße 6.7, seit 1861 in der Mathieustraße 14. (1865 erschien unter seinem Namen H. Wittig eine weitere Instrumentenbaueradresse, wahrscheinlich für Ernst Wittig, siehe dort). 1872 war der Wirkungsort die Stallschreiberstraße 59, 1873 die Köpenicker Straße 51.52 und 1874 die Matthieustraße 17. 1876 wurde er nicht mehr genannt.
Werke
Von H. Wittig in Berlin sind folgende Orgelneubauten bekannt.
| Jahr | Ort                              | Gebäude      | Bild | Manuale | Register | Bemerkungen |
| ---- | -------------------------------- | ------------ | ---- | ------- | -------- | --- |
| 1860 | Göhren bei Woldegk, Mecklenburg  | Dorfkirche   |      | II/P    | 10       | 2004 restauriert durch Schuke                                                                                               |
| 1862 | Bollensdorf bei Berlin           | Dorfkirche   |      | I       | 5        | 1911 Einbau eines pneumatischen Pedalregisters auf I/P, 6 durch A. Schuke, 1917 Abgaben der Prospektpfeifen, danach ersetzt |
| 1865 | Glienicke bei Berlin             | Dorfkirche   |      |         |          | nicht erhalten |
| 1867 | Löbau, Westpreußen, heute Lubawa | St. Johannes |      | II/P    | 19       | 1945 alle Pfeifen verschwunden, Gehäuse und Mechanik erhalten                                                               |

## Gottfried Wittig
Gottfried Wittig († nach 1880) war ebenfalls Orgelbauer in Berlin. Er wurde 1868 erstmals in der Puttkamerstraße 3 in Berlin-Kreuzberg als Orgelbauer im Adressbuch genannt, seit 1870 in der Wilhelmstraße 130, seit 1878 in der Wilhelmstraße 16. Seit 1881 wurde er nicht mehr im Adressbuch erwähnt.
Von Gottfried Wittig sind keine Arbeiten bekannt.

## Ernst Wittig
Ernst Wittig († nach 1912) war Pianofabrikant in Berlin-Kreuzberg und Berlin-Mitte. Er war wahrscheinlich bereits seit 1865 in der Oranienstraße 64 als Instrumentenmacher tätig, allerdings unter dem Namen H. Wittig (siehe oben), 1866 als Piano-Fabrikant.
1870 erschien er mit seinem Namen Ernst Wittig als Pianofabrikant in der Raupachstraße 6, seit 1875 in der Manteuffelstraße 13. 1905 bezeichnete sich Ernst Wittig als Hoflieferant Sr. Königl. Hoheit Prinz Friedrich Leopold von Preußen mit dem Auslieferungslager An der Jerusalemerkirche 2. Die Firma baute wahrscheinlich bis 1912 Instrumente.
Von der Pianofirma Ernst Wittig sind heute noch Flügel und Klaviere erhalten.